# No hay imposibles
No hay imposibles è il quattordicesimo album in studio del cantante portoricano Chayanne, pubblicato nel 2010.

## Tracce
1. Si no estás
2. Me pierdo contigo
3. Por esa mujer
4. Me enamoré de ti
5. Siento
6. Dime
7. Tu boca
8. Besos en la boca (Beijar na boca)
9. El hombre que fui
10. No hay imposibles
11. Dame, dame

## Classifiche
| Classifica (2010) | Posizione più alta |
| ----------------- | ------------------ |
| Messico           | 1                  |
| Spagna            | 2                  |
| Stati Uniti       | 23                 |